# Khalfani Harris
Khalfani Harris, född 12 april 2001, är en amerikansk taekwondoutövare. 

## Karriär
Harris är med i USA:s armés World Class Athlete Program (WCAP). I oktober 2022 tog han brons i 68 kg-klassen vid Grand Prix i Manchester. Följande månad tävlade Harris i 68 kg-klassen vid VM i Guadalajara, där han blev utslagen i åttondelsfinalen av iranske Reza Kalhor.
I maj 2023 tävlade Harris i 68 kg-klassen vid VM i Baku, där han blev utslagen i åttondelsfinalen av jordanske Zaid Kareem. I oktober 2023 tog Harris guld i 68 kg-klassen vid panamerikanska spelen i Santiago efter att ha besegrat dominikanske Bernardo Pié i finalen.
I maj 2024 tog Harris brons i 68 kg-klassen vid panamerikanska mästerskapen i Rio de Janeiro.